# Westpoort
Ámsterdam Westpoort (Puerto Oeste de Ámsterdam) es un distrito de la ciudad de Ámsterdam, además de ser el puerto principal y la zona industrial de Ámsterdam. Está dividido en cuatro áreas industriales: Teleport, Sloterdijk (a su vez se divide en zonas I, II y II), De Heining y la zona del puerto (Havengebied). El distrito limita con el Ámsterdam Nieuw condados del oeste y oeste-y el municipio Haarlemmerliede en Spaarnwoude (con la Halfweg pueblo). La frontera septentrional de la zona está formada por el Canal del Mar del Norte. 
En Westpoort hay más de 1.500 empresas y se estima que cerca de 45.000 personas trabajan en la zona. Está considerado como uno de los quince stadsdelen (municipios) de Ámsterdam, pero, a diferencia de los otros catorce, éste no tiene su propio consejo, sino que se rige directamente por el consejo central municipal, debido a sus escasos habitantes. 

## Barrios y vecindarios del distrito de Westpoort
- Minervahaven
- Vlothaven
- Coenhaven
- Petroleumhaven
- Westhaven
- Amerikahaven
- Afrikahaven

## Parques
- Spieringhorn
- Spaarnwoude Houtrak
- Westerark
- Keerkringpark
- Noordertocht